# Кичко Михайло Васильович
Михайло Васильович Кичко (нар. 14 жовтня 1948, м. Тернопіль) — український архітектор. Член НСАУ (1981).

## Життєпис
Народився Михайло Васильович 1948 року в місті Тернопіль.
Закінчив Львівський політехнічний інститут (1972, нині національний університет «Львівська політехніка»). 
Працював у м. Сєверодонецьку (нині Луганська область), від 1973 — в Тернополі: інженер «Опорядбуд», у філії інституту «Діпроцивільпромбуд» (від 1984 — керівник архітектурної групи).
З  1993-2000  — директор інституту «Національно-дослідницького інституту проектреконструкції», нині — головний архітектор проєктів у ТВП «Тернопільархпроект».

## Нагороди
- диплом Держбуду СРСР (1981)
- диплом Держбуду України (1994)
- лауреат обласної мистецької премії імені Пінзеля(2018)

## Творчість
Учасник міжнародної виставки у м. Словен-Градек (1984. Чехословаччина).
Автор статей у фахових журналах й обласній періодиці.
Основні проєкти:
- ПК «Березіль» (1974)
- комплекс споруд видавництва «Збруч» (1980)
- Успенська церква в Тернополі (1993)
- реконструкція західної трибуни центрального стадіону (1998)
- школа у м. Зборів (1985)
- Успенська церква в с. Городище Козівського району Тернопільської області (1989).